# 80 Sappho
80 Sappho este un asteroid din centura principală, descoperit pe 2 mai 1864, de Norman Pogson.